# Петко Петков (революционер)
Вижте пояснителната страница за други личности с името Петко Петков.
Петко Петков е български революционер, деец на Вътрешната македоно-одринска революционна организация.

## Биография
Петко Петков е роден в 1867 година в битолското село Старавина, тогава в Османската империя. Присъединява се към ВМОРО и през Илинденско-Преображенското въстание през лятото на 1903 година е четник при Стойо Орленчето от село Орле. След въстанието през 1904 година е в четата на Иван Димов – Пашата, а от 1905 година – при Димче Сарванов. От 1906 година е самостоятелен войвода в Мариово.